# Liste der Kulturgüter in Genf/Eaux-Vives
Die Liste der Kulturgüter in Genf/Eaux-Vives enthält alle Objekte im Stadtteil Eaux-Vives der Stadt Genf (Genève), die gemäss der Haager Konvention zum Schutz von Kulturgut bei bewaffneten Konflikten, dem Bundesgesetz vom 20. Juni 2014 über den Schutz der Kulturgüter bei bewaffneten Konflikten sowie der Verordnung vom 29. Oktober 2014 über den Schutz der Kulturgüter bei bewaffneten Konflikten unter Schutz stehen.
Objekte der Kategorien A und B sind vollständig in der Liste enthalten, Objekte der Kategorie C fehlen zurzeit (Stand: 1. Januar 2023).

## Kulturgüter
| Foto |                                                                                                | Objekt | Kat. | Typ | Standort                                                             | Beschreibung |
| ---- | ---------------------------------------------------------------------------------------------- | --- | ---- | --- | -------------------------------------------------------------------- | ------------ |
| ja   | Datei hochladen · Wikidata zu Parc de La Grange (Q3364136)                                     | Park und Landgut La Grange / Parc et campagne de La Grange KGS-Nr.: 02484                                                                       | A    | G   | Avenue William-Favre 501870 / 118007                                 |              |
| ja   | Datei hochladen · Wikidata zu Jet d’eau (Q684661)                                              | Quai Gustave-Ador mit Stadtmöbel von 1896 und Jet d’eau / Quai Gustave-Ador et mobilier urbain de 1896 avec Jet d'eau KGS-Nr.: 02491            | A    | G   | Quai Gustave-Ador 501123 / 117968                                    |              |
| ja   | Datei hochladen · Wikidata zu Maison Royale und die zwei angrenzenden Gebäude (Q29479557)      | Maison Royale und die zwei angrenzenden Gebäude / Maison Royale et les deux immeubles à côté KGS-Nr.: 02560                                     | A    | G   | Quai Gustave-Ador 44–50 501396 / 118077                              |              |
| ja   | Datei hochladen · Wikidata zu Naturhistorisches Museum Genf (Q663025)                          | Naturhistorisches Museum der Stadt Genf / Muséum d'histoire naturelle de la Ville de Genève KGS-Nr.: 08666                                      | A    | S   | Route de Malagnou 1 501183 / 117213                                  |              |
| ja   | Datei hochladen · Wikidata zu Archiv des CVJM (Q27481276)                                      | Archiv des CVJM-Weltbundes / World Alliance of Young Men's Christian Association (YMCA) KGS-Nr.: 08942                                          | A    | S   | Clos-Belmont 12 501802 / 117227                                      |              |
| ja   | Datei hochladen                                                                                | Parc La Grange, jungsteinzeitliche Seeufersiedlung, römische Villa / Parc La Grange, habitat littoral néolithique, villa romaine KGS-Nr.: 09605 | A    | F   | Avenue William-Favre 501770 / 118215                                 |              |
| ja   | Datei hochladen                                                                                | Bibliothek La Grange / Bibliothèque La Grange KGS-Nr.: 11746                                                                                    | A    | S   | Quai Gustave-Ador 66 501785 / 117985                                 |              |
| ja   | Datei hochladen · Wikidata zu Domäne Grande-Boissière (Q29700286)                              | Domaine de la Grande-Boissière KGS-Nr.: 02512                                                                                                   | B    | G   | Route de Chêne 62 502229 / 117209                                    |              |
| ja   | Datei hochladen · Wikidata zu Wohngebäude Braillard (Q29700783)                                | Wohngebäude Braillard / Immeubles Braillard KGS-Nr.: 02516                                                                                      | B    | G   | Rue de Montchoisy 66–72 501549 / 117817                              |              |
| ja   | Datei hochladen · Wikidata zu Wohngebäude des Pans (Q29700569)                                 | Wohngebäude Les Pans / Immeuble des Pans KGS-Nr.: 02533                                                                                         | B    | G   | Avenue Pictet-de-Rochemont 8 501109 / 117550                         |              |
| ja   | Datei hochladen · Wikidata zu Wohngebäude du Paon (Q29700590)                                  | Wohngebäude Le Paon / Immeuble du Paon KGS-Nr.: 02534                                                                                           | B    | G   | Avenue Pictet-de-Rochemont 7 501139 / 117577                         |              |
| ja   | Datei hochladen · Wikidata zu Wohngebäude (Q29700725)                                          | Wohngebäude / Immeubles KGS-Nr.: 02539 | B    | G   | Rue des Vollandes 1–11 und 2–16 501306 / 117957                      |              |
| ja   | Datei hochladen · Wikidata zu Wohngebäude Beaumont-Tranchées (Q29700740)                       | Wohngebäude Beaumont-Tranchées / Immeubles Beaumont-Tranchées KGS-Nr.: 02541                                                                    | B    | G   | Boulevard des Tranchées 36–42 / Rue de Beaumont 2-12 500916 / 117070 |              |
| ja   | Datei hochladen · Wikidata zu Rathaus von Eaux-Vives (Q29700891)                               | Rathaus von Eaux-Vives / Mairie des Eaux-Vives KGS-Nr.: 02544                                                                                   | B    | G   | Rue de la Mairie 37 501301 / 117483                                  |              |
| ja   | Datei hochladen · Wikidata zu Landhaus im Parc des Eaux-Vives (Q29700971)                      | Landhaus im Parc des Eaux-Vives / Maison de campagne du Parc des Eaux-Vives KGS-Nr.: 02550                                                      | B    | G   | Quai Gustave-Ador 82 502039 / 118150                                 |              |
| ja   | Datei hochladen · Wikidata zu Pierres du Niton (Q664518)                                       | Pierres du Niton (R.P.N.) KGS-Nr.: 02566 | B    | K   | Quai Gustave-Ador 500876 / 117946                                    |              |
| ja   | Datei hochladen · Wikidata zu Villa des Vollandes (Q29701396)                                  | Villa des Vollandes KGS-Nr.: 02578 | B    | G   | Route de Frontenex 60 501730 / 117576                                |              |
| ja   | Datei hochladen · Wikidata zu Altes Haus, Abteilung für kulturelle Angelegenheiten (Q29700910) | Ehemaliges Gebäude des Kulturdepartements / Ancienne maison du département des affaires culturelles KGS-Nr.: 11795                              | B    | G   | Route de Malagnou 17 501272 / 117193                                 |              |